# Tubercule
Pour les articles homonymes, voir Tubercule (homonymie).
Pour l'espèce d'Agavacées, voir Tubéreuse.

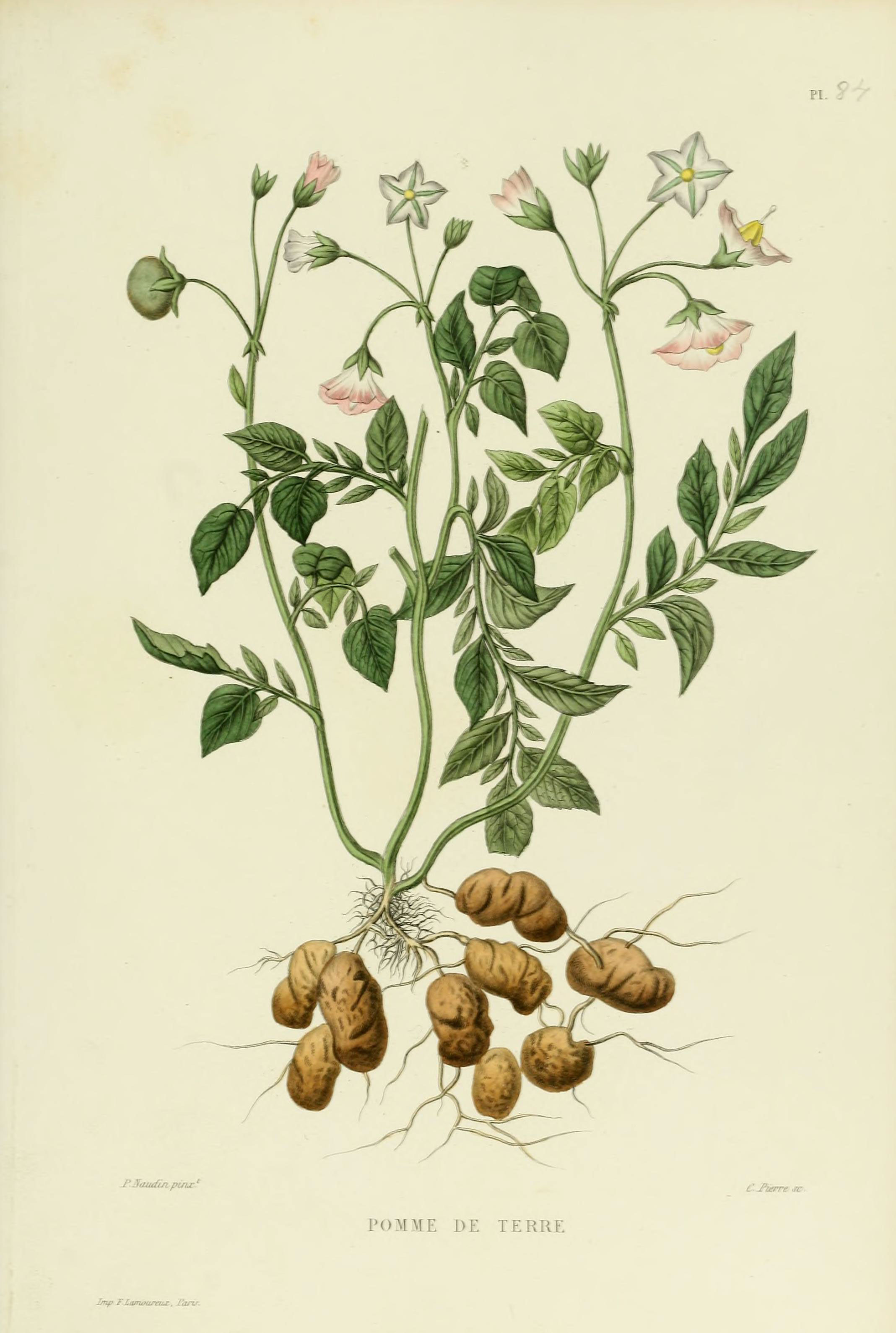
Pomme de terre et ses tubercules caulinaires souterrains.

En botanique, un tubercule (du latin tuberculum, une petite bosse) est une tige ou une racine qui résulte soit de la tubérisation d'entre-nœuds soit de la tubérisation de l'extrémité d'une tige. Cet organe de réserve assure la survie des plantes pendant la saison d'hiver ou en période de sécheresse, et souvent leur multiplication par voie végétative. Par extension, ce tubercule caulinaire désigne toute partie souterraine tubérisée, voire un organe aérien tubérisé (bulbille).

## Différence entre tubercule et bulbe
Le tubercule est comme le bulbe d'origine caulinaire et renflé par l'accumulation de substances de réserve. Mais le bulbe correspond à une tige souterraine qui résulte d'une tubérisation de feuilles (écailles) ou de gaines de feuilles, et utilisée comme organe de stockage de nourriture par une plante à dormance.

## Types de tubercules
Les organes transformés en tubercules peuvent être :
- la racine : carotte, panais, dahlia, patate douce, (tubercule racinaire) ;
- la tige souterraine (rhizome) : pomme de terre, crosne du Japon, différentes espèces du genre Dioscorea connues sous le nom d'igname, certaines orchidacées (par exemple Orchis morio), topinambour, poire de terre, iris (tubercule caulinaire), hémérocalle (Hemerocallis fulva), certaines espèces du genre Sagittaria… ;
- la base de la tige (plus précisément l'hypocotyle) : navet, rutabaga, chou-rave, céleri-rave (tubercule hypocotylaire), cyclamen ;
- l'ensemble racine + hypocotyle : betterave, radis (tubercule mixte).

La plupart des tubercules sont souterrains, mais l'hoffe ou « pomme en l'air » (Dioscorea bulbifera) présente des tubercules aériens sous forme de bulbilles.

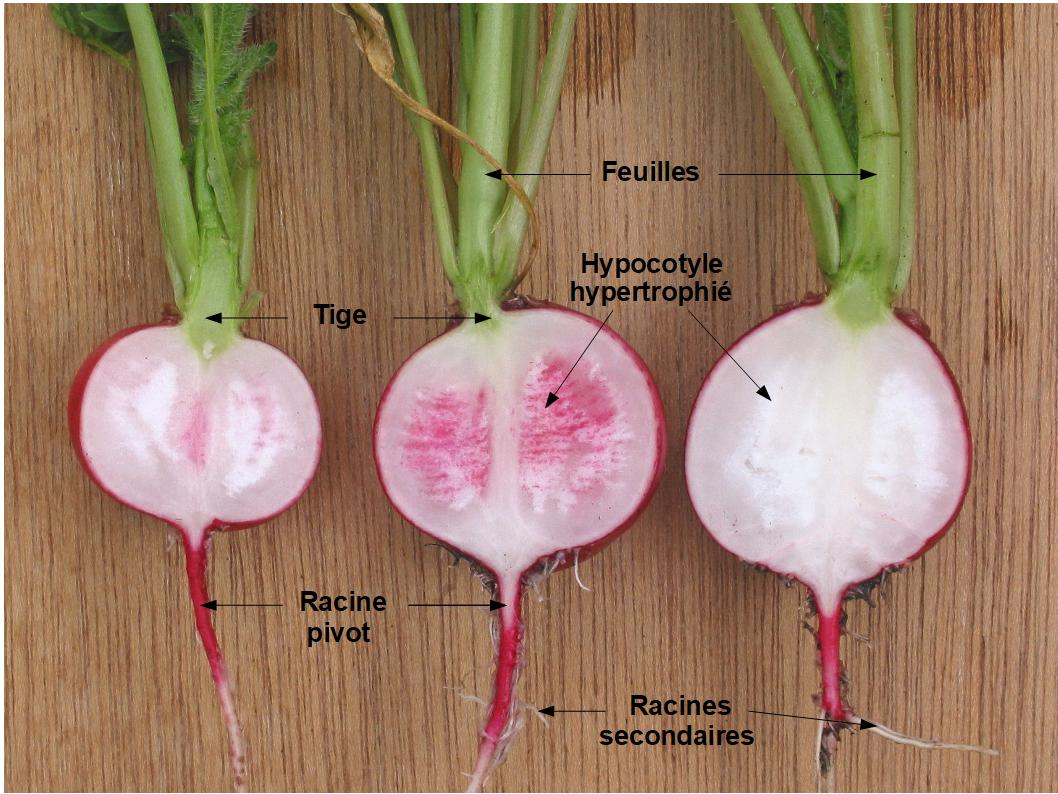
Morphologie d'un tubercule de radis (Raphanus sativus).
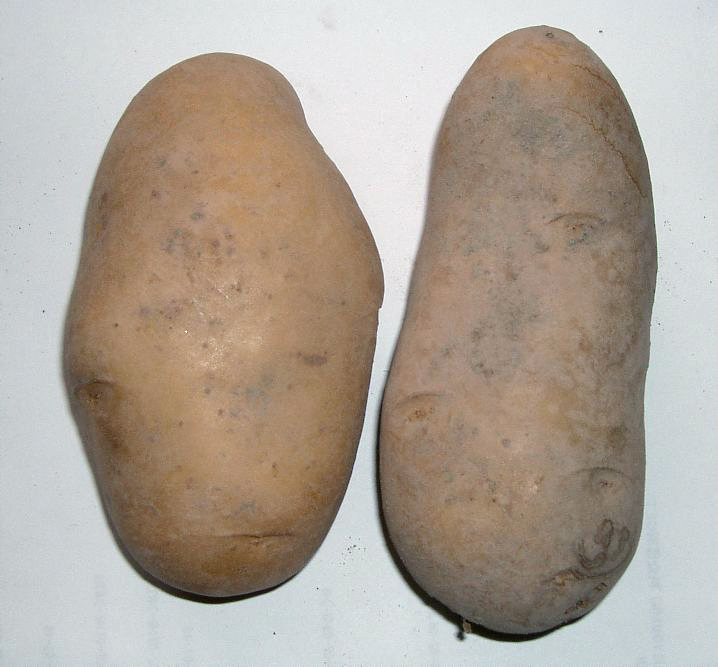
Tubercules de pomme de terre (Solanum tuberosum).
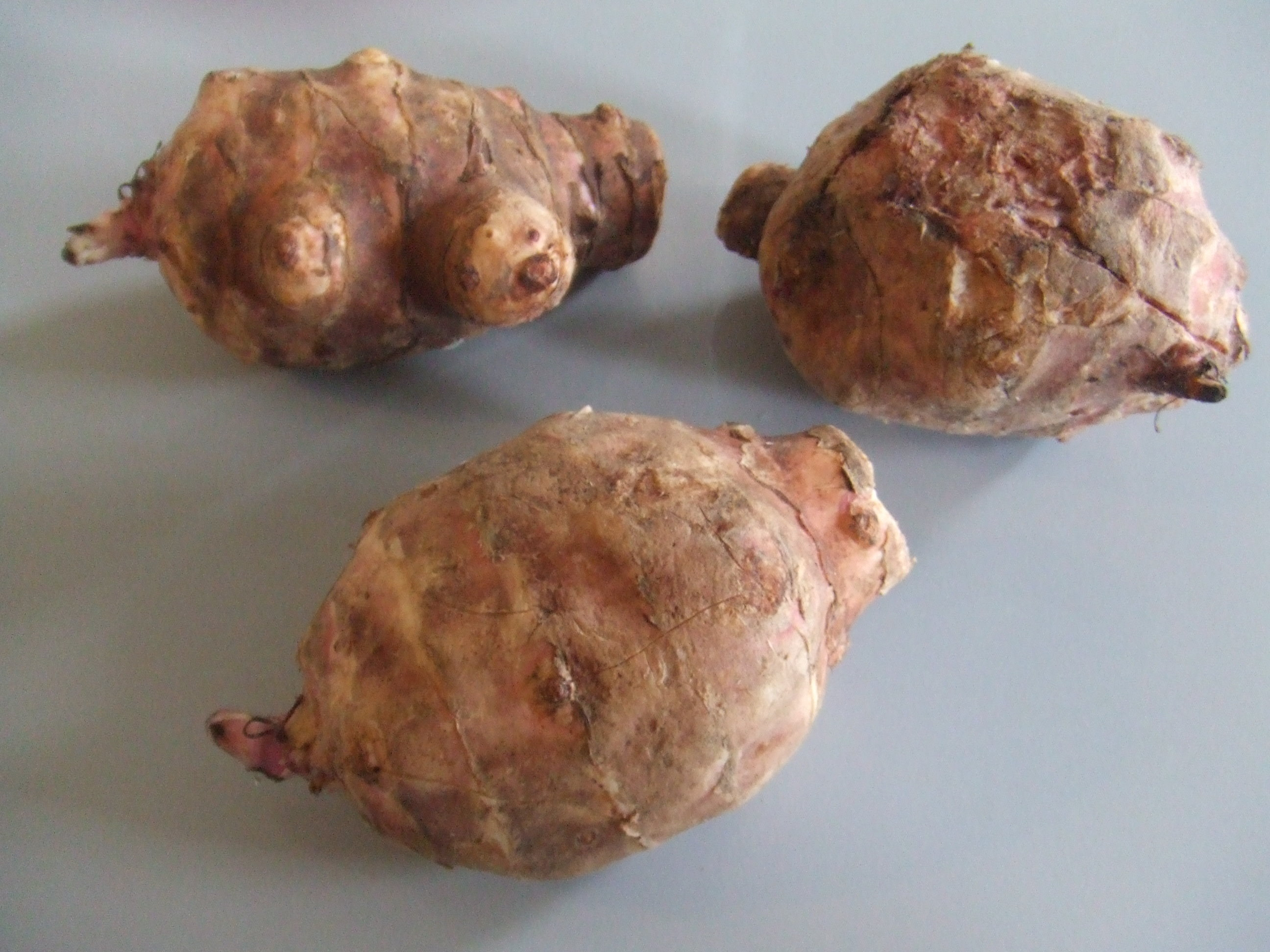
Tubercules de topinambour (Helianthus tuberosus).
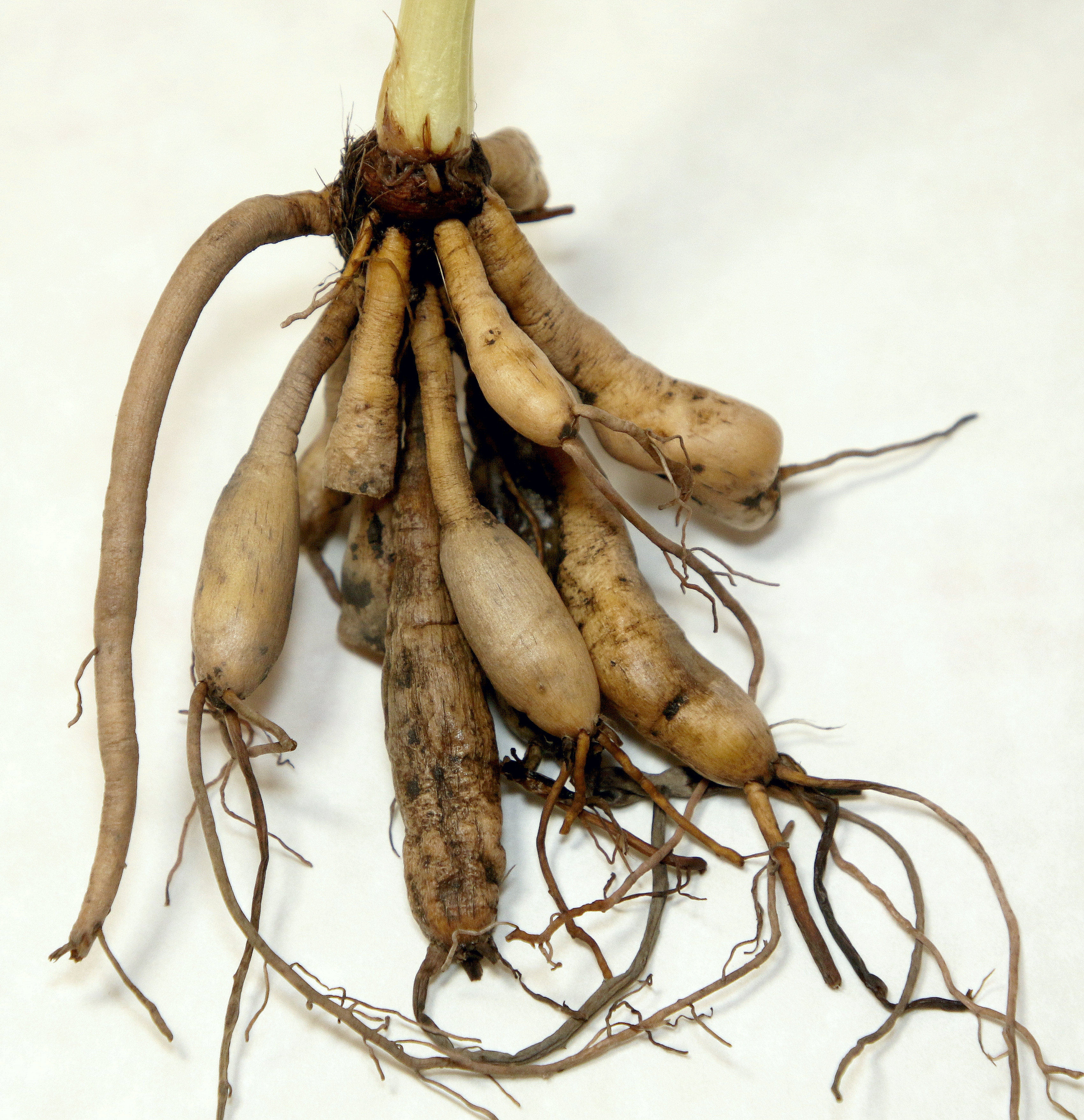
Tubercules d'hémérocalles (Hemerocallis fulva).
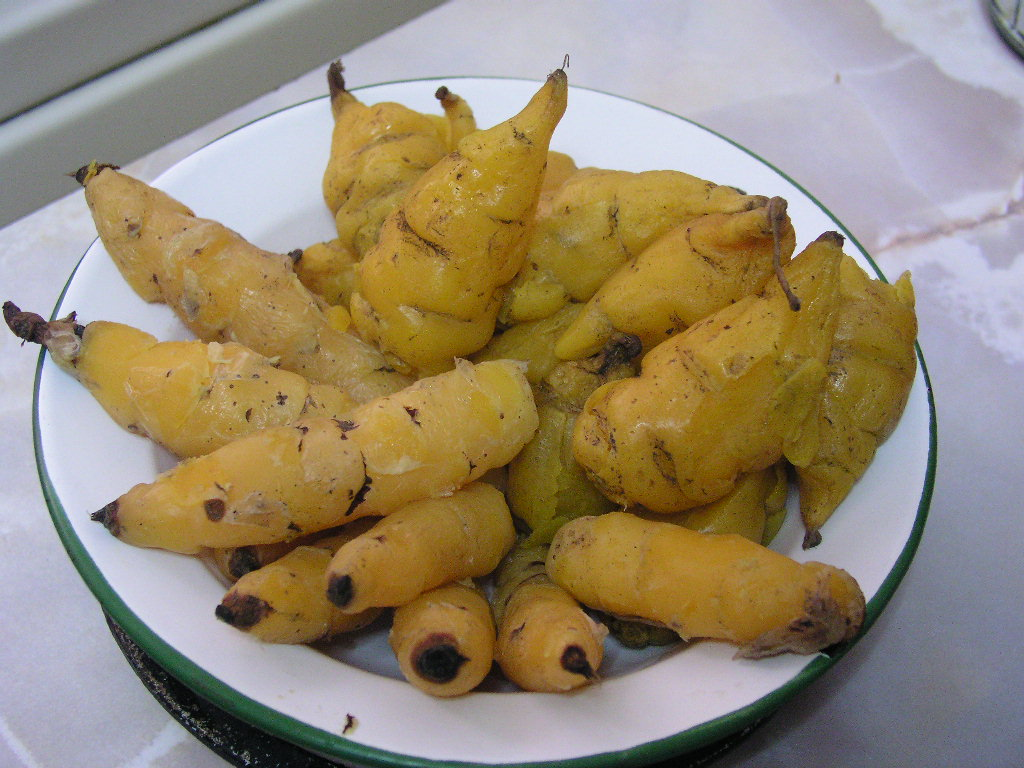
Tubercules cuits d'oca (Oxalis tuberosa) et mashua (Tropaeolum tuberosum).
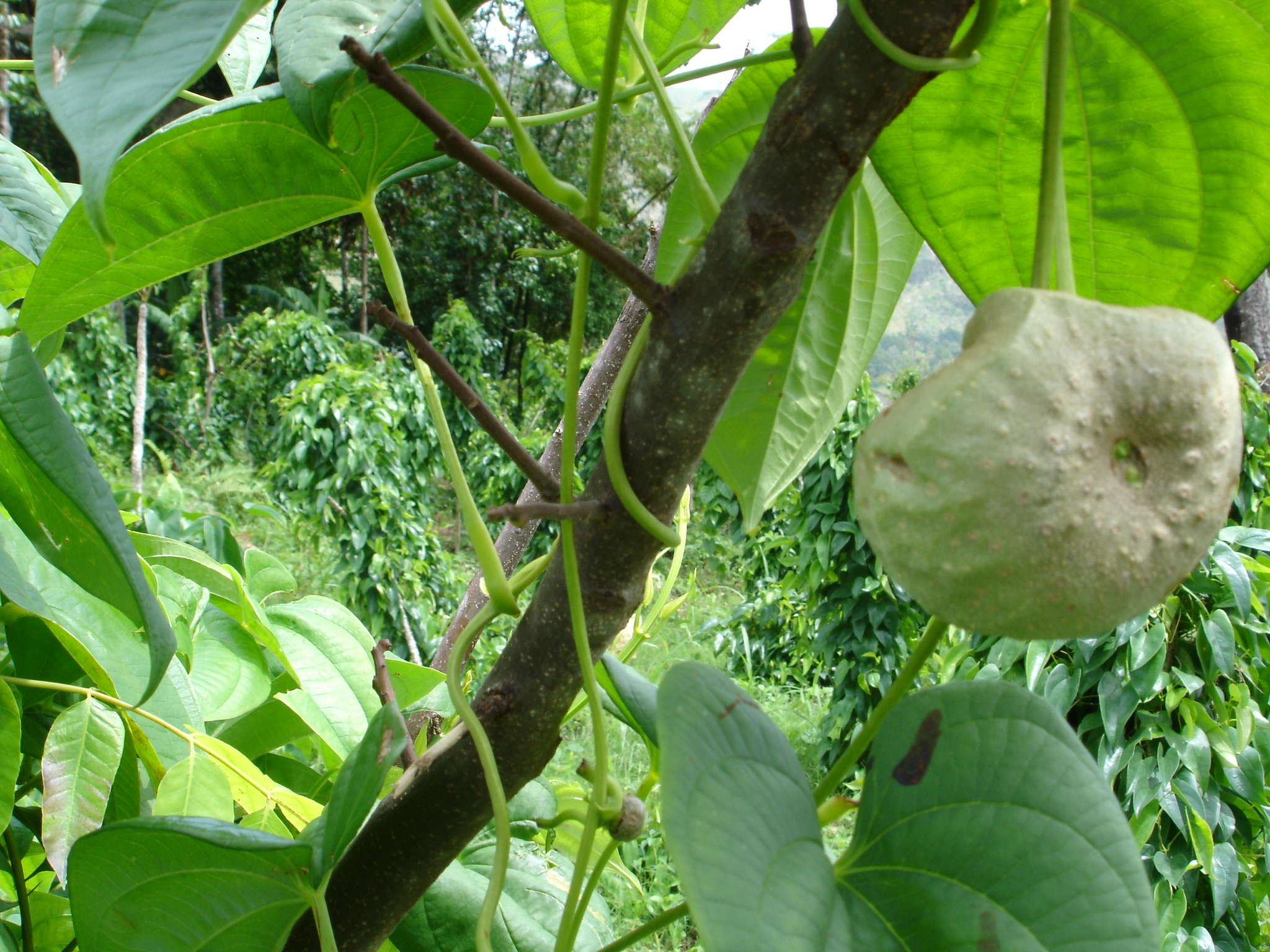
Tubercules aériens de l'hoffe (Dioscorea bulbifera).

Les substances de réserves accumulées dans les tubercules sont le plus souvent des glucides : 
- amidon, cas le plus général : pomme de terre, igname… ;
- inuline, cas des Astéracées : topinambour, dahlia, Yacon ;
- saccharose : betterave sucrière.

## Structure anatomique

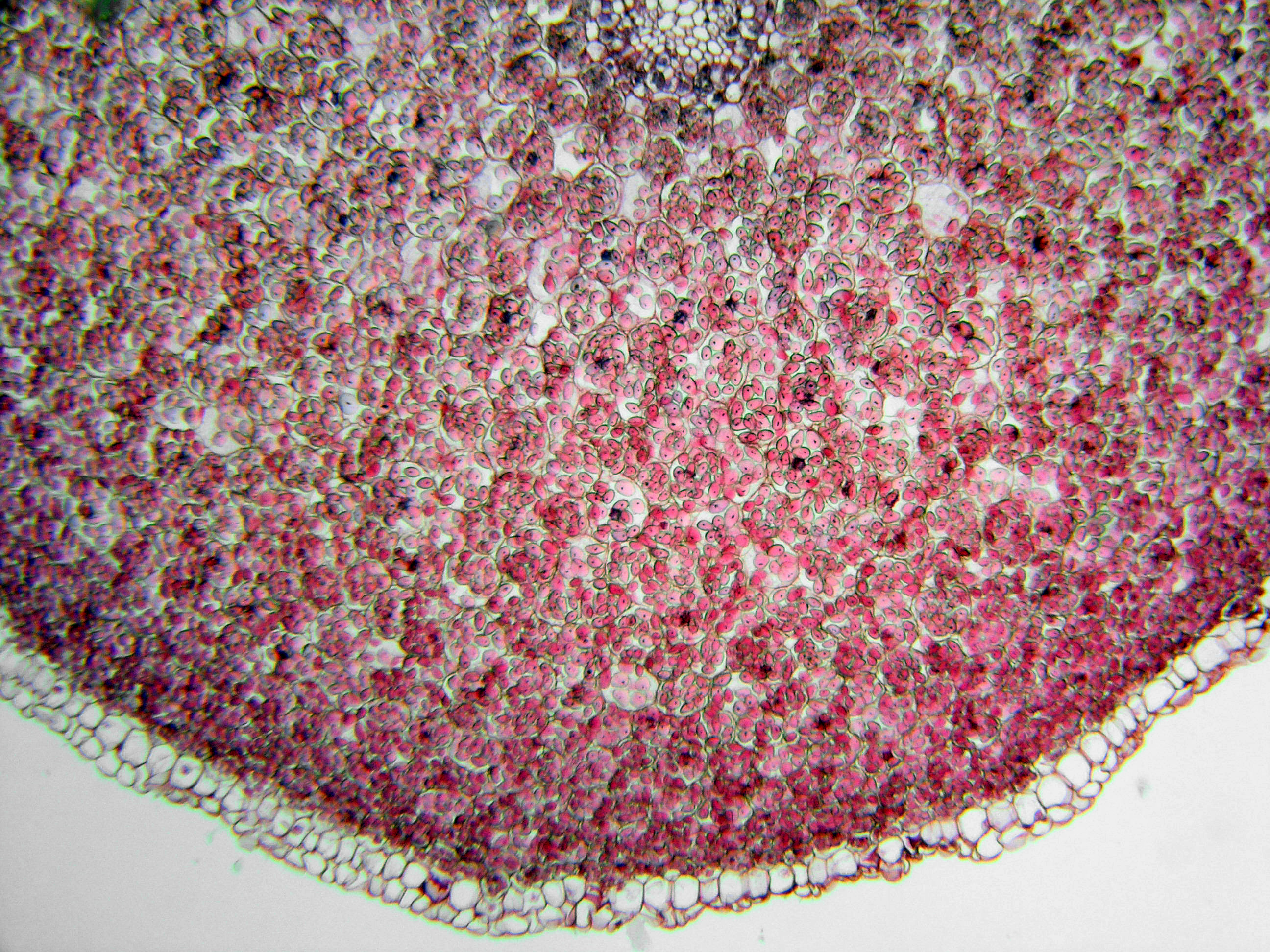
Parenchyme de réserve, à cellules riches en amyloplastes et méats dans une racine de Ficaire.

Les tissus qui accumulent ces substances sont des parenchymes de réserve, formés de cellules toutes identiques, arrondies et hypertrophiées, à parois fines ; leur cytoplasme est chargé d'inclusions, comme les plastes renfermant l'amidon chez la pomme de terre, ou est largement occupé par une grande vacuole dans lequel se trouve l'inuline en solution, chez le topinambour.

## Intérêt économique

### Pour l'alimentation
L'homme a mis à profit cette propension de certaines espèces végétales à constituer des réserves sous forme de tubercules, ce qui lui a permis de disposer d'une nourriture qui peut se conserver plusieurs mois sans difficulté. Les catégories des tubercules et légumes-racines jouent un rôle de premier plan — en particulier la pomme de terre, devenue le premier des légumes par les quantités produites.

### Pour la multiplication
Pour certaines espèces, c'est le tubercule qui est le principal mode de multiplication utilisé.  La reproduction végétative qui permet de multiplier des espèces telles que la pomme de terre de façon parfaitement identique (clone) est privilégiée. Les autres principales espèces concernées sont les dahlias, les iris, les patates douces , les topinambours...Par contre ce mode de multiplication ne convient pas pour des espèces telles que les carottes, les radis, les navets, les panais, les betteraves pour lesquelles ce sont des. graines qui sont utilisées (multiplication sexuée).

## Autres textes ressemblants à vos recherches